# غونتر بريتزكي
غونتر بريتزكي (بالألمانية: Günter Breitzke)‏ مواليد 29 يونيو 1967 في كولونيا
لاعب كرة قدم ألماني سابق

## الروابط
- أرشيف Wuppertaler SV

## روابط خارجية
- غونتر بريتزكي على موقع قاعدة بيانات كرة القدم.إي يو (الإنجليزية)
- غونتر بريتزكي على موقع بيانات كرة القدم. دي إي (الألمانية)
- غونتر بريتزكي على موقع عالم كرة القدم.نت (الإنجليزية)